# Гебелсов говор у Спортпаласту
Говор у Спортпаласту је говор који је одржао министар пропаганде Јозеф Гебелс у спортској дворани Спортпаласт у Берлину 18. фебруара 1943. пред огромном, али и пажљиво одабраном публиком, када се стање у Другом светском рату окренуло против нацистичке Немачке. Говор у Спортпалсту се сматра најчувенијим Гебелсовим говором, и један је од од најпознатијих говора из Другог светског рата.

## Позадина
Фебруара 1943. нацистичка Немачка се нашла у лошем положају. Вођа Вишијевске Француске Франсоа Дарлан је убијен два месеца раније, а 2. фебруара битка за Стаљинград се завршила предајом Паулуса совјетској Црвеној армији. На конференцији у Казабланци, Френклин Рузвелт и Винстон Черчил су затражили безусловну немачку предају, а Совјети су почели да повраћају своје територије, укључујући Курск (8. фебруара), Ростов (14. фебруара) и Харков (16. фебруара). У северној Африци, Афрички корпус фелдмаршала Ервина Ромела је почео да се суочава са проблемима, када су 19. јануара немачки транспортни бродови који су пловили према Триполију потопљени од стране Савезника.
Адолф Хитлер је наредио општу мобилизацију. 2. фебруара 100.000. ресторана и ноћних клубова је затворено да би Немци могли да се посвете рату у већој мери. То је довело до Гебелсовог говора, у коме је причао о „несрећном развоју ситуације протеклих у пар недеља“, који су слушали милиони Немаца, како уживо тако и преко радија.
Гебелс је изнео следеће три тезе у свом говору:
1. У случају да Немачка војска не сломи опасност са истока, Рајх ће пасти у руке бољшевицима, а и цела Европа за њим;[2]
2. Немачка војска, немачки народ и њихови савезници имају снаге да сами спасу Европу ове претње;[2]
3. Мора се деловати брзо и одлучно, у супротном ће бити прекасно.[2]

Гебелс је закључио да је „Две хиљаде година западне историје у опасности“ и за немачке неуспехе окривио Јевреје. Гебелс је совјетску мобилизацију назвао „ђаволском“ и објаснио „да се бољшевичка опасност може савладати једино једнаким, иако не идентичним методама тоталног рата“. Затим је истакао да су те мере само привремене.

## Амбијент и публика
Амбијент је припремљен тако да је публика била смештена испод великог плаката на коме је свим великим словима писало „TOTALER KRIEG — KÜRZESTER KRIEG“ („тотални рат — најкраћи рат") уз нацистичке плакате и кукасте крстове, као што се види на фотографијама и снимцима догађаја.
Иако је Гебелс тврдио да је публика била сачињена од „свих класа и професија“ (укључујући „војнике, докторе, научнике, уметнике, инжењере и архитекте, наставнике, обичне раднике“) било је јасно да је стручњак за пропаганду пажљиво бирао своје слушаоце. Након говора, Гебелс је рекао Шперу да је то била најбоље утренирана публика која се могла наћи у Немачкој.

## Цитати
| Немачки оригинал | Превод на српски |
| --- | --- |
| Ich frage euch: Wollt ihr den totalen Krieg? Wollt ihr ihn, wenn nötig, totaler und radikaler, als wir ihn uns heute überhaupt erst vorstellen können? | „Питам вас: да ли желите тотални рат? Ако је потребно, да ли желите рат тоталнији и радикалнији од било чега шта можемо и замислити?“ |
| [...] | [...] |
| Nun, Volk, steh auf und Sturm brich los! | „Сада, народе, устани, и нека олуја крене!“                                                                                           |
| | |

Последња реченица је из песме Männer und Buben (Мушкарци и дечаци) Карла Теодора Кернера из времена Наполеонових ратова. Кернерове речи је Адолф Хитлер цитирао у Минхену 1920. у свом говору „Шта желимо“, али и сам Гебелс у својим ранијим говорима, укључујући онај одржан 6. јула 1932. током кампање пре него што су нацисти преузели власт у Немачкој.

## Пријем
Милиони Немаца су слушали Гебелса на радију док је држао овај говор о „несрећама које су се догодиле претходних недеља“ и о „слици ситуације без ружичастих тонова“. Присутни слушаоци су реаговали фанатично, што је довело до још јачег утиска; присутне је одабрао управо Гебелс како би произвео такву реакцију, што је био пример једне од његових многих вештина министра пропаганде. Гебелс је такође желео, довођењем до толиког народног ентузијазма, да убеди Хитлера да му да већа овлашћења у вођењу ратне економије.